# Jürgen Colin
Jürgen Romano Colin (ur. 20 stycznia 1981 w Utrechcie) – holenderski piłkarz występujący na pozycji obrońcy.

## Kariera
Colin zawodową karierę rozpoczynał w PSV Eindhoven. W Eredivisie zadebiutował 22 sierpnia 2001 w wygranym 3:2 meczu z FC Den Bosch. W styczniu 2002 został wypożyczony do belgijskiego KRC Genk, z którym w sezonie 2001/2002 zdobył mistrzostwo Belgii. Na sezon 2002/2003 został wypożyczony z PSV do NAC Breda. Następnie wrócił do macierzystego klubu, w którym występował przez rok, po czym ponownie przeszedł na wypożyczenie do Bredy. W trakcie gry dla PSV strzelił swojego pierwszego gola w Eredivisie, 28 stycznia 2004 w wygranym 5:1 spotkaniu z FC Zwolle.
W 2005 roku został zawodnikiem angielskiego Norwich City, grającego w Championship. W lidze tej zadebiutował 13 sierpnia 2005 w zremisowanym 1:1 meczu z Crystal Palace. Graczem Norwich był przez dwa lata, po czym wrócił do Holandii, gdzie podpisał kontrakt z Ajaksem. W 2007 roku zdobył z nim Superpuchar Holandii. Po sezonie 2007/2008 odszedł do hiszpańskiego Sportingu Gijón, gdzie również spędził jeden sezon.
W kolejnych latach był graczem takich zespołów jak RKC Waalwijk, Anorthosis Famagusta, Hapoel Tel Awiw, Hapoel Aszkelon oraz Torpedo Kutaisi. W 2016 roku zakończył karierę.
| Rozgrywki                 | Kraj      | Poziom | Mecze | Bramki |
| ------------------------- | --------- | ------ | ----- | ------ |
| Eredivisie                | Holandia  | I      | 121   | 2      |
| Eerste klasse             | Belgia    | I      | 7     | 0      |
| Primera División          | Hiszpania | I      | 2     | 0      |
| Protathlima A’ Kategorias | Cypr      | I      | 66    | 0      |
| Ligat ha’Al               | Izrael    | I      | 39    | 0      |
| Umaglesi Liga             | Gruzja    | I      | 4     | 0      |
| Championship              | Anglia    | II     | 58    | 0      |
| Eerste divisie            | Holandia  | II     | 14    | 0      |
| Liga Leumit               | Izrael    | II     | 21    | 0      |